# Harry van Doorn
Henry Willem van Doorn, dit Harry van Doorn, né le 6 octobre 1915 à La Haye et mort le 12 janvier 1992 à Amersfoort, est un fonctionnaire et homme politique néerlandais membre du Parti travailliste (PvdA).

## Biographie

### Formation et débuts professionnels
Il s'inscrit en 1935 à l'université de Leyde, où il étudie le droit pénal. Diplômé en 1940, il devient stagiaire au ministère public de Rotterdam deux ans plus tard. Il est titularisé fonctionnaire en 1944. Il obtient l'année d'après le poste d'avocat général du tribunal extraordinaire de La Haye, détaché à la juridiction de Rotterdam.

### Ascension
Il intègre en janvier 1951 l'administration du ministère de la Justice et travaille alors à sa réorganisation. En parallèle, il exerce à partir du mois de mai comme substitut de l'officier du ministère public dans un tribunal de proximité de Rotterdam. En janvier 1952, il est promu responsable de la réorganisation des forces de police au ministère de la Justice.

### En politique
Alors membre du Parti populaire catholique (KVP), il en est désigné président le 23 janvier 1954. Il est ensuite élu représentant à la Seconde Chambre des États généraux au cours des élections législatives du 13 juin 1956. À cette occasion, il renonce à ses responsabilités juridictionnelles et administratives.
Il prend en 1961 la présidence de la Radiodiffusion catholique (KRO), qu'il conservera 12 ans. Il abandonne celle du KVP l'année qui suit. En février 1968, il renonce à son mandat parlementaire et à son adhésion au Parti populaire catholique. Il rejoint deux mois d'après le Parti politique des radicaux (PPR), une formation catholique de gauche. 
Le 11 mai 1973, Harry van Doorn est nommé à 57 ans ministre de la Culture, des Loisirs et du Travail social dans le cabinet de coalition du Premier ministre travailliste Joop den Uyl. 

### Après le gouvernement
Il quitte le gouvernement le 19 décembre 1977, plus de six mois après les élections législatives. Il retrouve alors le monde de la justice, en tant que juge dans un tribunal de proximité d'Utrecht, entre septembre 1979 et novembre 1985. Il prend ensuite sa retraite, et décide en 1986 de quitter le PPR au profit du Parti travailliste.